# Vlasta Maček
Vlasta Maček (z domu Kalchbrenner, ur. 17 czerwca 1952) – chorwacka szachistka, mistrzyni międzynarodowa od 1974 roku.

## Kariera szachowa
W 1971 r. zwyciężyła w międzynarodowym turnieju w Emmen. W 1973 r. zdobyła w miejscowości Poiana Brașov tytuł mistrzyni krajów bałkańskich. Od połowy lat 70. należała do czołówki jugosłowiańskich szachistek. Wielokrotnie startowała w finałach indywidualnych mistrzostw kraju, w 1980 r. zdobywając złoty medal. W 1974, 1978 i 1982 r. trzykrotnie wystąpiła na szachowych olimpiadach, w 1974 r. zdobywając w Medellin srebrny medal za indywidualny wynik na III szachownicy.
Od czasu rozpadu Jugosławii jest podstawową zawodniczką reprezentacji Chorwacji. Pomiędzy 1992 a 2006 r. brała udział we wszystkich w tym okresie rozegranych ośmiu turniejach olimpijskich. Oprócz tego, pięciokrotnie (w latach 1992–2005) reprezentowała narodowe barwy na drużynowych mistrzostwach Europy. W latach 1992 (w Dakovie) i 1999 (w Puli) dwukrotnie zdobyła tytuły indywidualnej mistrzyni Chorwacji, natomiast w 2002, 2004 i 2006 r. zdobyła tytuły wicemistrzowskie.
W 1993 r. podzieliła II m. (za Maszą Klinową, wspólnie z m.in. Vesną Misanović) w rozegranym w Zagrzebiu turnieju strefowym (eliminacji mistrzostw świata). W 1996 r. zajęła IV m. (za Judit Kiss, Iriną Siemionową i Ildikó Mádl) w Tapolcy. W 2003 r. zdobyła w Saint-Vincent tytuł mistrzyni Europy seniorek (zawodniczek powyżej 50. roku życia), natomiast w 2004 r. w kolejnych mistrzostwach (rozegranych w Arvier) zdobyła medal brązowy. W 2004 r. podzieliła III m. (za Moniką Grabics i Iriną Sudakową, wspólnie z m.in. Evą Repkovą) w Rijece.
Najwyższy ranking w dotychczasowej karierze osiągnęła 1 lipca 2000 r., z wynikiem 2277 punktów zajmowała wówczas 2. miejsce (za Mirjaną Medić) wśród chorwackich szachistek.